# Rashidi Yekini
Rashidi Yekini (Kaduna, 23 ottobre 1963 – Ibadan, 4 maggio 2012) è stato un calciatore nigeriano, di ruolo attaccante.
Tra i migliori attaccanti nigeriani di tutti i tempi, attivo fra gli anni ottanta e novanta, detiene il record di gol con la sua nazionale, 37.
Nel 1993 è stato eletto Calciatore africano dell'anno. Nel 2011 è stato reso noto che soffriva di disturbo bipolare e di altri problemi di salute di natura neurologica.
È morto nel 2012 all'età di 48 anni.
È stato inserito dalla prestigiosa rivista France Football nella speciale graduatoria riservata ai più grandi talenti sprecati della storia del calcio, classificandosi al 6º posto.

## Caratteristiche Tecniche
Tecnico e potente, Yekini era un centravanti che abbinava una notevole potenza fisica a un'innata esplosività. La capacità di trovarsi al posto giusto al momento giusto era la sua più grande peculiarità, grazie a questo possedeva un'impressionante senso del gol che tuttavia non gli ha permesso di esprimersi ad alti livelli nelle squadre di club a causa di numerosi problemi personali. Nonostante l'imponente mole, non era particolarmente abile nel gioco aereo preferendo sfruttare il suo fisico per eludere l'avversario lasciando scorrere la palla ed andare in porta, si rendeva protagonista anche di spettacolari reti in coast-to-cost data la sua bruciante velocità.
Leggenda in patria, ha contribuito in maniera significativa a consacrare la Nigeria come abituale partecipante ai campionati mondiali oltre che a renderla una delle nazionali africane più forti, culminando ciò con la vittoria della Coppa delle nazioni africane 1994, alla fine della quale vincerà il titolo di capocannoniere del torneo con 5 reti. Nonostante il successo in patria e la sua impressionante media-gol, il suo disturbo bipolare oltre che ai numerosi ricoveri in psichiatria hanno contribuito a frenare bruscamente la sua carriera.

## Carriera
Ha giocato in patria, prima di trasferirsi in Costa d'Avorio e in Portogallo. Con il Vitória Setúbal è stato anche capocannoniere del campionato portoghese.
Ha partecipato ai mondiali del 1994, segnando la prima rete della Nigeria nella storia della competizione, in occasione del successo per 3-0 sulla Bulgaria, partita giocata a Dallas il 21 giugno 1994.
Dopo i mondiali del 1994 non ha avuto molta fortuna giocando in Grecia, Spagna, Svizzera, ancora in Portogallo e in Costa d'Avorio prima di chiudere la carriera, quarantunenne, in patria.

## Statistiche

### Cronologia presenze e reti in nazionale
| Cronologia completa delle presenze e delle reti in nazionale ― Nigeria | Cronologia completa delle presenze e delle reti in nazionale ― Nigeria | Cronologia completa delle presenze e delle reti in nazionale ― Nigeria | Cronologia completa delle presenze e delle reti in nazionale ― Nigeria | Cronologia completa delle presenze e delle reti in nazionale ― Nigeria | Cronologia completa delle presenze e delle reti in nazionale ― Nigeria | Cronologia completa delle presenze e delle reti in nazionale ― Nigeria | Cronologia completa delle presenze e delle reti in nazionale ― Nigeria |
| Data                                                                   | Città                                                                  | In casa                                                                | Risultato                                                              | Ospiti                                                                 | Competizione                                                           | Reti                                                                   | Note                                                                   |
| ---------------------------------------------------------------------- | ---------------------------------------------------------------------- | ---------------------------------------------------------------------- | ---------------------------------------------------------------------- | ---------------------------------------------------------------------- | ---------------------------------------------------------------------- | ---------------------------------------------------------------------- | ---------------------------------------------------------------------- |
| 30-10-1983                                                             | Accra                                                                  | Ghana                                                                  | 1 – 2                                                                  | Nigeria                                                                | Qual. Olimpiadi 1984                                                   | -                                                                      |                                                                        |
| 26-2-1984                                                              | Casablanca                                                             | Marocco                                                                | 0 – 0                                                                  | Nigeria                                                                | Qual. Olimpiadi 1984                                                   | -                                                                      |                                                                        |
| 5-3-1984                                                               | Bouaké                                                                 | Nigeria                                                                | 2 – 1                                                                  | Ghana                                                                  | Coppa d'Africa 1984 - 1º turno                                         | -                                                                      |                                                                        |
| 8-3-1984                                                               | Bouaké                                                                 | Malawi                                                                 | 2 – 2                                                                  | Nigeria                                                                | Coppa d'Africa 1984 - 1º turno                                         | -                                                                      |                                                                        |
| 11-3-1984                                                              | Bouaké                                                                 | Algeria                                                                | 0 – 0                                                                  | Nigeria                                                                | Coppa d'Africa 1984 - 1º turno                                         | -                                                                      |                                                                        |
| 14-3-1984                                                              | Abidjan                                                                | Egitto                                                                 | 2 – 2 (7 – 8 dtr)                                                      | Nigeria                                                                | Coppa d'Africa 1984 - Semifinale                                       | -                                                                      |                                                                        |
| 6-4-1985                                                               | Nairobi                                                                | Kenya                                                                  | 0 – 3                                                                  | Nigeria                                                                | Qual. Mondiali 1986                                                    | 1                                                                      |                                                                        |
| 20-4-1985                                                              | Lagos                                                                  | Nigeria                                                                | 3 – 1                                                                  | Kenya                                                                  | Qual. Mondiali 1986                                                    | 1                                                                      |                                                                        |
| 15-6-1985                                                              | Benin City                                                             | Nigeria                                                                | 0 – 0                                                                  | Costa d'Avorio                                                         | Amichevole                                                             | -                                                                      |                                                                        |
| 19-6-1985                                                              | Kano                                                                   | Nigeria                                                                | 2 – 0                                                                  | Camerun                                                                | Amichevole                                                             | -                                                                      |                                                                        |
| 23-6-1985                                                              | Ibadan                                                                 | Nigeria                                                                | 1 – 1                                                                  | Botswana                                                               | Amichevole                                                             | 1                                                                      |                                                                        |
| 26-6-1985                                                              | Port Harcourt                                                          | Nigeria                                                                | 1 – 1                                                                  | Liberia                                                                | Amichevole                                                             | 1                                                                      |                                                                        |
| 6-7-1985                                                               | Lagos                                                                  | Nigeria                                                                | 1 – 0                                                                  | Tunisia                                                                | Qual. Mondiali 1986                                                    | -                                                                      |                                                                        |
| 20-7-1985                                                              | Tunisi                                                                 | Tunisia                                                                | 2 – 0                                                                  | Nigeria                                                                | Qual. Mondiali 1986                                                    | -                                                                      |                                                                        |
| 4-10-1987                                                              | Harare                                                                 | Zimbabwe                                                               | 0 – 0                                                                  | Nigeria                                                                | Qual. Olimpiadi 1988                                                   | -                                                                      |                                                                        |
| 17-10-1987                                                             | Lagos                                                                  | Nigeria                                                                | 2 – 0                                                                  | Zimbabwe                                                               | Qual. Olimpiadi 1988                                                   | -                                                                      |                                                                        |
| 14-3-1988                                                              | Rabat                                                                  | Nigeria                                                                | 3 – 0                                                                  | Kenya                                                                  | Coppa d'Africa 1988 - 1º turno                                         | 1                                                                      |                                                                        |
| 17-3-1988                                                              | Casablanca                                                             | Camerun                                                                | 1 – 1                                                                  | Nigeria                                                                | Coppa d'Africa 1988 - 1º turno                                         | -                                                                      |                                                                        |
| 20-3-1988                                                              | Rabat                                                                  | Nigeria                                                                | 0 – 0                                                                  | Egitto                                                                 | Coppa d'Africa 1988 - 1º turno                                         | -                                                                      |                                                                        |
| 23-3-1988                                                              | Marrakech                                                              | Nigeria                                                                | 1 – 1                                                                  | Algeria                                                                | Coppa d'Africa 1988 - Semifinale                                       | -                                                                      |                                                                        |
| 27-3-1988                                                              | Casablanca                                                             | Camerun                                                                | 1 – 0                                                                  | Nigeria                                                                | Coppa d'Africa 1988 - Finale                                           | -                                                                      |                                                                        |
| 18-9-1988                                                              | Daejeon                                                                | Brasile                                                                | 4 – 0                                                                  | Nigeria                                                                | Olimpiadi 1988 - 1º turno                                              | -                                                                      |                                                                        |
| 20-9-1988                                                              | Daejeon                                                                | Jugoslavia                                                             | 3 – 1                                                                  | Nigeria                                                                | Olimpiadi 1988 - 1º turno                                              | 1                                                                      |                                                                        |
| 22-9-1988                                                              | Seul                                                                   | Australia                                                              | 1 – 0                                                                  | Nigeria                                                                | Olimpiadi 1988 - 1º turno                                              | -                                                                      |                                                                        |
| 2-3-1990                                                               | Algeri                                                                 | Algeria                                                                | 5 – 1                                                                  | Nigeria                                                                | Coppa d'Africa 1990 - 1º turno                                         | -                                                                      |                                                                        |
| 5-3-1990                                                               | Algeri                                                                 | Nigeria                                                                | 1 – 0                                                                  | Egitto                                                                 | Coppa d'Africa 1990 - 1º turno                                         | 1                                                                      |                                                                        |
| 8-3-1990                                                               | Algeri                                                                 | Nigeria                                                                | 1 – 0                                                                  | Costa d'Avorio                                                         | Coppa d'Africa 1990 - 1º turno                                         | 1                                                                      |                                                                        |
| 12-3-1990                                                              | Annaba                                                                 | Zambia                                                                 | 0 – 2                                                                  | Nigeria                                                                | Coppa d'Africa 1990 - Semifinale                                       | 1                                                                      |                                                                        |
| 15-3-1990                                                              | Algeri                                                                 | Algeria                                                                | 1 – 0                                                                  | Nigeria                                                                | Coppa d'Africa 1990 - Finale                                           | -                                                                      |                                                                        |
| 2-9-1990                                                               | Kumasi                                                                 | Ghana                                                                  | 1 – 0                                                                  | Nigeria                                                                | Qual. Coppa d'Africa 1992                                              | -                                                                      |                                                                        |
| 28-7-1991                                                              | Lagos                                                                  | Nigeria                                                                | 7 – 1                                                                  | Burkina Faso                                                           | Qual. Coppa d'Africa 1992                                              | 3                                                                      |                                                                        |
| 13-1-1992                                                              | Dakar                                                                  | Nigeria                                                                | 2 – 1                                                                  | Senegal                                                                | Coppa d'Africa 1992 - 1º turno                                         | -                                                                      |                                                                        |
| 15-1-1992                                                              | Dakar                                                                  | Nigeria                                                                | 2 – 1                                                                  | Kenya                                                                  | Coppa d'Africa 1992 - 1º turno                                         | 2                                                                      |                                                                        |
| 19-1-1992                                                              | Dakar                                                                  | Nigeria                                                                | 1 – 0                                                                  | Zaire                                                                  | Coppa d'Africa 1992 - Quarti di finale                                 | 1                                                                      |                                                                        |
| 23-1-1992                                                              | Dakar                                                                  | Ghana                                                                  | 2 – 1                                                                  | Nigeria                                                                | Coppa d'Africa 1992 - Semifinale                                       | -                                                                      |                                                                        |
| 25-1-1992                                                              | Dakar                                                                  | Camerun                                                                | 1 – 2                                                                  | Nigeria                                                                | Coppa d'Africa 1992 - Finale 3º posto                                  | 1                                                                      |                                                                        |
| 4-10-1992                                                              | Lagos                                                                  | Nigeria                                                                | 4 – 0                                                                  | Sudafrica                                                              | Qual. Mondiali 1994                                                    | 2                                                                      |                                                                        |
| 15-11-1992                                                             | Pointe-Noire                                                           | Rep. del Congo                                                         | 0 – 1                                                                  | Nigeria                                                                | Qual. Mondiali 1994                                                    | 1                                                                      |                                                                        |
| 16-1-1993                                                              | Johannesburg                                                           | Sudafrica                                                              | 0 – 0                                                                  | Nigeria                                                                | Qual. Mondiali 1994                                                    | -                                                                      |                                                                        |
| 24-3-1993                                                              | Enugu                                                                  | Nigeria                                                                | 4 – 0                                                                  | Sudan                                                                  | Qual. Coppa d'Africa 1994                                              | 1                                                                      |                                                                        |
| 20-5-1993                                                              | Abidjan                                                                | Costa d'Avorio                                                         | 2 – 1                                                                  | Nigeria                                                                | Qual. Mondiali 1994                                                    | 1                                                                      |                                                                        |
| 6-7-1993                                                               | Lagos                                                                  | Nigeria                                                                | 4 – 1                                                                  | Algeria                                                                | Qual. Mondiali 1994                                                    | 2                                                                      |                                                                        |
| 17-7-1993                                                              | Kampala                                                                | Uganda                                                                 | 0 – 0                                                                  | Nigeria                                                                | Qual. Coppa d'Africa 1994                                              | -                                                                      |                                                                        |
| 24-7-1993                                                              | Lagos                                                                  | Nigeria                                                                | 6 – 0                                                                  | Etiopia                                                                | Qual. Coppa d'Africa 1994                                              | 3                                                                      |                                                                        |
| 25-9-1993                                                              | Lagos                                                                  | Nigeria                                                                | 4 – 1                                                                  | Costa d'Avorio                                                         | Qual. Mondiali 1994                                                    | 2                                                                      |                                                                        |
| 8-10-1993                                                              | Algeri                                                                 | Algeria                                                                | 1 – 1                                                                  | Nigeria                                                                | Qual. Mondiali 1994                                                    | -                                                                      |                                                                        |
| 9-3-1994                                                               | Lagos                                                                  | Nigeria                                                                | 0 – 0                                                                  | Ghana                                                                  | Amichevole                                                             | -                                                                      |                                                                        |
| 26-3-1994                                                              | Tunisi                                                                 | Nigeria                                                                | 3 – 0                                                                  | Gabon                                                                  | Coppa d'Africa 1994 - 1º turno                                         | 2                                                                      |                                                                        |
| 30-3-1994                                                              | Tunisi                                                                 | Nigeria                                                                | 0 – 0                                                                  | Egitto                                                                 | Coppa d'Africa 1994 - 1º turno                                         | -                                                                      |                                                                        |
| 2-4-1994                                                               | Tunisi                                                                 | Nigeria                                                                | 2 – 0                                                                  | Zaire                                                                  | Coppa d'Africa 1994 - Quarti di finale                                 | 2                                                                      |                                                                        |
| 6-4-1994                                                               | Tunisi                                                                 | Nigeria                                                                | 2 – 2 (4 – 2 dtr)                                                      | Costa d'Avorio                                                         | Coppa d'Africa 1994 - Semifinale                                       | 1                                                                      |                                                                        |
| 10-4-1994                                                              | Tunisi                                                                 | Nigeria                                                                | 2 – 1                                                                  | Zambia                                                                 | Coppa d'Africa 1994 - Finale                                           | -                                                                      |                                                                        |
| 11-6-1994                                                              | Ibadan                                                                 | Nigeria                                                                | 5 – 1                                                                  | Georgia                                                                | Amichevole                                                             | 2                                                                      |                                                                        |
| 21-6-1994                                                              | Dallas                                                                 | Nigeria                                                                | 3 – 0                                                                  | Bulgaria                                                               | Mondiali 1994 - 1º turno                                               | 1                                                                      |                                                                        |
| 25-6-1994                                                              | Boston                                                                 | Argentina                                                              | 2 – 1                                                                  | Nigeria                                                                | Mondiali 1994 - 1º turno                                               | -                                                                      |                                                                        |
| 30-6-1994                                                              | Boston                                                                 | Grecia                                                                 | 0 – 2                                                                  | Nigeria                                                                | Mondiali 1994 - 1º turno                                               | -                                                                      |                                                                        |
| 5-7-1994                                                               | Boston                                                                 | Nigeria                                                                | 1 – 2 dts                                                              | Italia                                                                 | Mondiali 1994 - Ottavi di finale                                       | -                                                                      |                                                                        |
| 15-11-1994                                                             | Londra                                                                 | Inghilterra                                                            | 1 – 0                                                                  | Nigeria                                                                | Amichevole                                                             | -                                                                      |                                                                        |
| 9-11-1996                                                              | Ibadan                                                                 | Nigeria                                                                | 2 – 0                                                                  | Burkina Faso                                                           | Qual. Mondiali 1998                                                    | -                                                                      |                                                                        |
| 22-2-1998                                                              | Kingston                                                               | Giamaica                                                               | 2 – 2                                                                  | Nigeria                                                                | Amichevole                                                             | 1                                                                      |                                                                        |
| 29-5-1998                                                              | Belgrado                                                               | Jugoslavia                                                             | 3 – 0                                                                  | Nigeria                                                                | Amichevole                                                             | -                                                                      |                                                                        |
| 13-6-1998                                                              | Nantes                                                                 | Spagna                                                                 | 2 – 3                                                                  | Nigeria                                                                | Mondiali 1998 - 1º turno                                               | -                                                                      |                                                                        |
| 19-6-1998                                                              | Parigi                                                                 | Nigeria                                                                | 1 – 0                                                                  | Bulgaria                                                               | Mondiali 1998 - 1º turno                                               | -                                                                      |                                                                        |
| 24-6-1998                                                              | Tolosa                                                                 | Nigeria                                                                | 1 – 3                                                                  | Paraguay                                                               | Mondiali 1998 - 1º turno                                               | -                                                                      |                                                                        |
| 28-6-1998                                                              | Saint-Denis                                                            | Danimarca                                                              | 4 – 1                                                                  | Nigeria                                                                | Mondiali 1998 - Ottavi di finale                                       | -                                                                      |                                                                        |
| Totale                                                                 |                                                                        | Presenze (10º posto)                                                   | 65                                                                     |                                                                        | Reti (1º posto)                                                        | 37                                                                     |                                                                        |

## Palmarès

### Club

#### Competizioni nazionali
- Campionato ivoriano: 5

Africa Sports: 1986, 1987, 1988, 1989, 1999
- Coppa della Costa d'Avorio: 3

Africa Sports: 1986, 1989, 2002
- Coppa di Nigeria: 1

Julius Berger: 2002

#### Competizioni internazionali
- Coppa delle Coppe d'Africa: 1

Africa Sports: 1999

### Nazionale
- Coppa d'Africa: 1

1994

### Individuale
- Calciatore africano dell'anno: 1

1993
- Capocannoniere del campionato portoghese: 1

1993-1994
- Capocannoniere della Coppa d'Africa: 2

1992, 1994